# Ferdinando (commedia)
Ferdinando è una commedia teatrale di Annibale Ruccello. È andata in scena per la prima volta il 28 febbraio 1986 nel teatro Verdi di San Severo, diretta dall'autore, con Isa Danieli nel ruolo di donna Clotilde e lo stesso Ruccello nel ruolo di don Catellino.
L'opera ha vinto due premi IDI: uno nel 1985 come testo teatrale, il secondo nel 1986 come miglior messinscena.

## Trama
Il dramma si svolge nella dimora di donna Clotilde, tra l'estate e l'autunno del 1861, all'indomani della caduta del Regno delle Due Sicilie.

### Atto I
Donna Clotilde, baronessa napoletana in decadenza come tutta l'aristocrazia fedele ai Borbone, si è ritirata nella sua casa di campagna nell'area vesuviana, scegliendo l'isolamento come segno di disprezzo per la nuova borghesia che si va affermando dopo l'Unità d'Italia. Una cugina povera, Gesualda, assiste la baronessa perennemente allettata, somministrandole farmaci, rimproverandola per gli sgarri che ella si concede e sopportando i suoi capricci da nobildonna. Le due donne ricevono spesso le visite di don Catello, ambiguo parroco che, oltre a dipendere dalle offerte e dall'approvazione di Clotilde, ha una tresca con Gesualda.
Clotilde riceve una lettera del notaio Trincherà, nella quale le viene comunicata la morte di una lontana cugina, a cui è sopravvissuto un figlio, il giovanissimo Ferdinando: poiché la baronessa è la più prossima parente in vita, questi dovrà essere affidato alle sue cure. Donna Clotilde rimane inizialmente sconvolta, mentre Gesualda è eccitata dalla prospettiva di avere un bel giovane in casa. Due giorni dopo arriva Ferdinando, ragazzo bellissimo e dall'animo poetico; di fronte all'immediato affetto che le dimostra, Clotilde ne approfitta per mettere il giovane in guardia da Gesualda e Catello: la prima, figlia di una prostituta, per contrappasso è divenuta bigotta e incline al pettegolezzo; l'altro, ambiguo e livoroso, ha avuto un legame sospetto col giovane cappellano Amedeo. I due se ne vanno indignati, non senza rimarcare come la baronessa si faccia scudo della sua vecchiaia per mascherare il rimpianto dei privilegi perduti.
Quando Ferdinando si ritira in camera per la notte, Gesualda si riappacifica con la cugina e le due si apprestano a coricarsi. Improvvisamente irrompe Ferdinando, terrorizzato dal buio e dai fantasmi che a suo dire infestano la magione: il giovane chiede di dormire nel letto della baronessa, assieme a lei. La donna rifiuta con sdegno, ma quando Ferdinando le si mostra completamente nudo, il suo fascino efebico fa crollare le sue resistenze.

### Atto II
Sono passati alcuni mesi. Don Catello e Ferdinando provano la Cantata dei Pastori, che sarà messa in scena il giorno di Natale; Gesualda chiede al parroco di essere confessata, ma il colloquio non è che una scusa per sfogare tutta la sua rabbia: donna Clotilde ha infatti intrapreso una relazione sessuale con Ferdinando, che l'ha rinvigorita al punto che ella non giace più a letto. Gesualda rinfaccia inoltre la tenerezza che Catello prova verso Ferdinando, la stessa che egli provava per Amedeo; la donna, infatti, ha sempre saputo che il sacerdote è omosessuale: la tresca con lei celava la speranza di ottenere il suo favore una volta che ella avesse ereditato il patrimonio della cugina, nonché una particolare perversione del sacerdote, che trae piacere sessuale dal sacrilegio. Da quando c'è Ferdinando, lui non la cerca più, perché il giovane incarna entrambi i desideri di Catello.
Più tardi, Ferdinando tenta di sedurre anche Gesualda; dapprima riottosa, la donna accetta infine la proposta del giovane di fare una passeggiata, durante la quale consumeranno un rapporto sessuale. Quando donna Clotilde lo viene a sapere ha una crisi di gelosia, ma Ferdinando la fa riflettere sul fatto che, se Gesualda non ottenesse ciò che desidera, potrebbe rivelare a tutti la loro tresca. La baronessa fa allora finta di accettare il compromesso, ma quando i due sono sul punto di uscire finge un malore e li costringe a rimanere a casa. Ferdinando la rimprovera, ma lei gli dichiara il suo amore e gli rivela che ha intenzione di nominarlo erede non solo di tutti i suoi ormai pochi averi, ma soprattutto di una cassetta dal misterioso contenuto, nascosta in un luogo segreto.
Gesualda, al colmo della gelosia, rivela a Clotilde un'amara verità: Ferdinando ha intrapreso una relazione anche con Catello. Il giovane ha inoltre spifferato a Gesualda il segreto della cassetta: Clotilde rivela che si tratta del bottino di un furto da lei stesso perpetrato in gioventù. Gesualda sospetta che Ferdinando ne abbia parlato anche con Catello, dando a ciascuno dei tre la possibilità di calunniare gli altri e far scoppiare uno scandalo. Le due donne si accordano allora per eliminare don Catello.
Clotilde convoca Catello e gli dice che, dopo aver scoperto le relazioni con Ferdinando e Gesualda, ha scritto una lettera all'arcivescovo, nella quale rivela la tresca con Amedeo; poiché già l'indomani sarà sospeso a divinis, l'uomo non potrà a sua volta accusare le due donne. Clotilde gli suggerisce allora di scrivere una lettera di pentimento, così da poter almeno salvare la faccia; pur disperato di doversi separare da Ferdinando, il sacerdote esegue e trascrive le parole che la baronessa gli detta. Gesualda gli offre poi un bicchiere di nocillo: dopo averlo bevuto il prete accusa un malore, poiché la bevanda era avvelenata; una volta morto, Clotilde e Gesualda useranno la lettera appena scritta per giustificare quello che apparrà a tutti come un suicidio.
Mentre Catello agonizza arriva Ferdinando, che tuttavia rifiuta di aiutarlo e accusa le zie di assassinio: il ragazzo rivela di chiamarsi in realtà Filiberto e di essere il figlio del notaio Trincherà. Questi, fervente sostenitore del nuovo re, con una serie di magheggi si è impossessato di tutti gli averi di Clotilde: l'unica cosa che gli mancava era il bottino del furto, che adesso Filiberto può recuperare ricattandola per l'omicidio di Catello. Il vero Ferdinando, spiega, è morto insieme a sua madre, e Filiberto, suo amico e forse amante, ne aveva assunto l'identità. Clotilde, rassegnata, gli indica il nascondiglio della cassetta; recandosi a recuperarla, il ragazzo dà un sarcastico addio alle donne.
Clotilde dichiara a Gesualda di volersi rimettere a letto, stavolta per sempre; ciò che la addolora di più, tuttavia, è che il ragazzo non portasse il nome del re a cui era rimasta devota, ma quello di un principe di Casa Savoia.

## Analisi
Dice l'autore:
La forma utilizzata per narrare queste intenzioni è inizialmente quella del vecchio romanzo realista che lentamente si degrada in romanzo d’appendice, se non in romanzo vero.  E questo degradarsi della forma narrativa va di pari passo con il degradarsi della vicenda e dei personaggi»

### Linguaggio
Ferdinando rappresenta uno dei punti più alti della drammaturgia italiana degli anni Ottanta. Il linguaggio usato è uno degli oggetti che più fanno discutere chi si occupa dell'autore, e le influenze maggiori sembrano quelle di Raffaele Viviani.
Secondo Enrico Fiore, che introduce la raccolta del teatro di Ruccello edita dalla Ubulibri :
Nelle stesse battute dei personaggi si ostenta una superiorità sofisticatamente difesa del dialetto napoletano; sicuramente ultimi battiti di un grande cuore borbonico, ma soprattutto un autore che decide di affidarsi alla tradizione, al napoletano, come ultimo baluardo contro un'epoca nuova, spaventosa. 
CLOTILDE - E non parlare italiano! Hai capito! Nun voglio sentì 'o'ttaliano dint' 'a 'sta casa ... lo e isso c'avimme appiccicate il 13 febbraio del 1861... Fra me e isso ce fuie nu duello a Gaeta ... Padrini, Francesco Il e il generale piemontese Cialdini. .. Contemporaneamente all'ammainarsi della gloriosa bannera 'e re Burbone s'ammainaie pure l'italiano dint' 'o core mio ... 'Na lengua straniera! ... Barbara!. .. E senza sapore, senza storia!. .. 'Na lengua 'e mmerda!. .. 'Na lengua senza Ddio! Se proprio ce tiene a parlà n'ata lengua parla latino ca è 'na lengua santa!. .. »